# Juventae Chasma

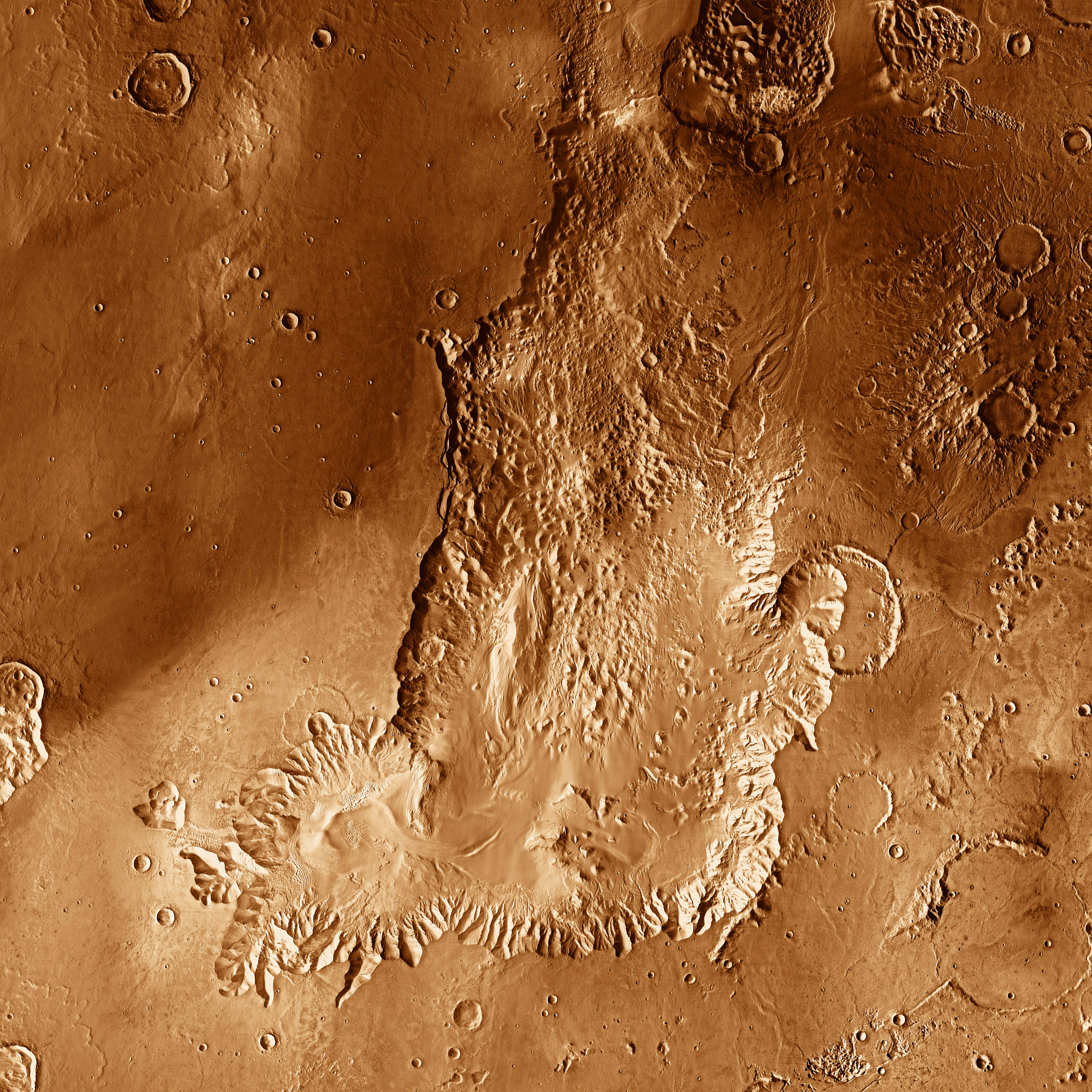
Juventae Chasma in mosaico di THEMIS immagini a infrarossi.

Lo Juventae Chasma è una valle particolarmente estesa situata sulla superficie del pianeta Marte, fra la regione di Lunae Planum (ad ovest) e Xanthe Terra (ad est), nei pressi dell'equatore marziano. Poco più a sud e ad ovest si trovano, rispettivamente, Hydrae e Baetis Chasma, due depressioni minori; a settentrione è possibile individuare il cratere Chia.
Al suo interno, la valle è in parte ricoperta da dune; nella sua parte nordorientale essa presenta inoltre un rilievo dall'altezza di circa 2,5 km, la cui base è larga fino a 23 km. Le misurazioni effettuate dallo spettrometro OMEGA, a bordo della sonda europea Mars Express, hanno determinato che il monte è costituito in gran parte di depositi di solfati.